# Saint-Fromond
Pour les articles homonymes, voir Fromond.
Saint-Fromond est une commune française, située dans le département de la Manche en région Normandie, peuplée de 749 habitants.

## Géographie
La commune est au nord du pays saint-lois. Son bourg est à 4 km au sud-est de Saint-Jean-de-Daye, à 15 km au nord de Saint-Lô et à 18 km au sud-est de Carentan.
| Montmartin-en-Graignes | Montmartin-en-Graignes | Isigny-sur-Mer (comm. dél. de Neuilly-la-Forêt, Calvados) |
| Saint-Jean-de-Daye     | Saint-Fromond          | Airel                                                     |
| Le Dézert              | Cavigny                | Airel                                                     |

### Hydrographie
La commune est située dans le bassin Seine-Normandie. Elle est drainée par le canal de Vire et Taute, la Vire, un bras de la Vire, le canal 01 du Château de la rivière, le canal 01 du Haut Bel, le canal 02 de la commune de Saint-Fromond, le cours d'eau 01 de Cauvelande, le cours d'eau 01 de la commune de Saint-Jean-de-Daye, le cours d'eau 01 du Poribet, le cours d'eau 01 du Vieux, le fossé 01 de la commune de Saint-Fromond, le ruisseau de la Regence et divers autres petits cours d'eau,.
Le canal de Vire et Taute, d'une longueur de 12 km, prend sa source dans la commune d'Airel et se jette dans la Taute à Carentan-les-Marais, après avoir traversé quatre communes.
La Vire, d'une longueur de 128 km, prend sa source dans la commune de Vire Normandie et se jette dans la baie de Seine en limite d'Osmanville et de Carentan-les-Marais, après avoir traversé 27 communes.

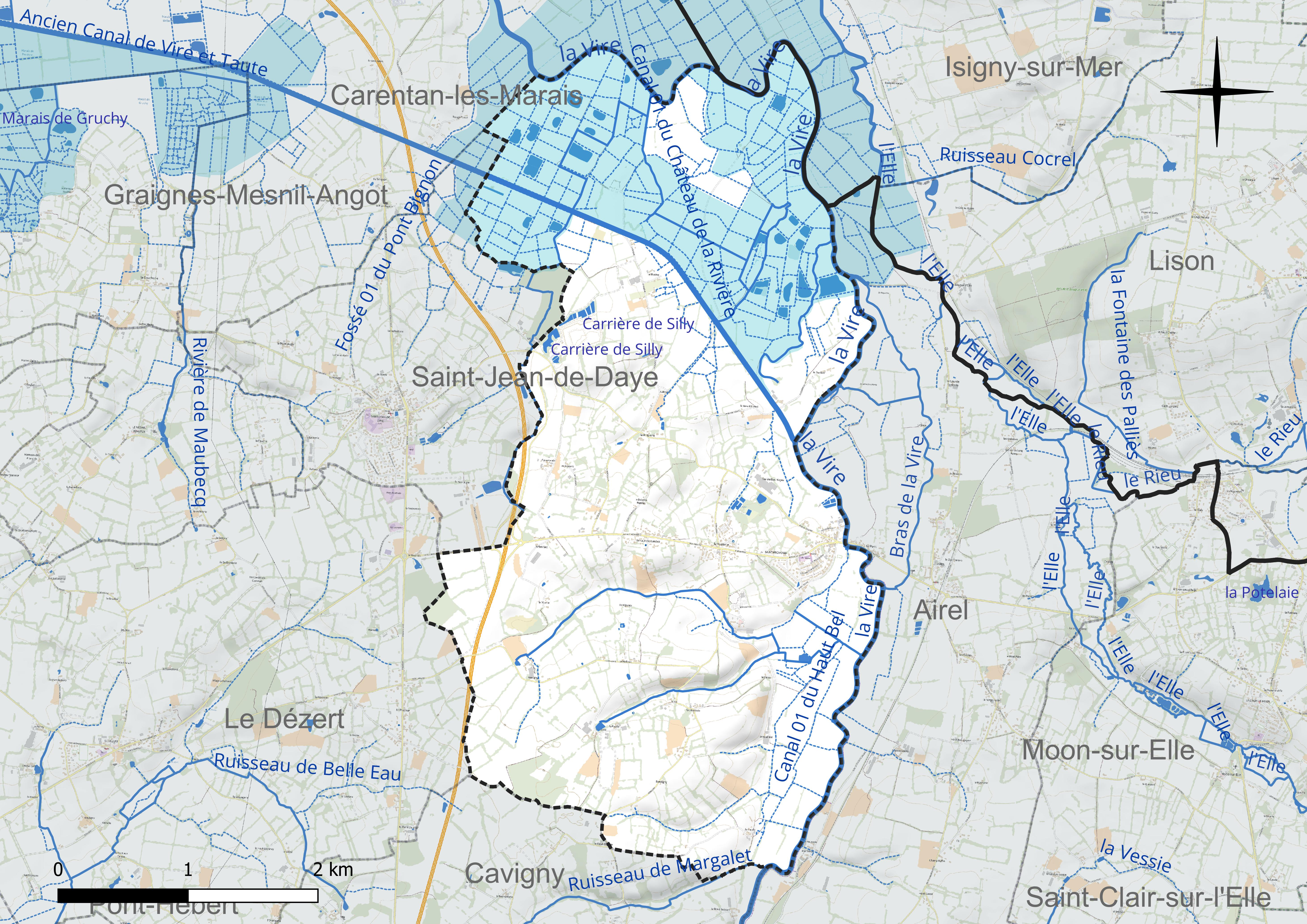
Réseau hydrographique de Saint-Fromond.

Deux plans d'eau complètent le réseau hydrographique : la carrière de Silly (1 ha) et le plan d'eau 1 de la commune de Saint-Fromond (0,7 ha),.

### Climat
Pour des articles plus généraux, voir Climat de la Normandie et Climat de la Manche.
En 2010, le climat de la commune est de type climat océanique franc, selon une étude du CNRS s'appuyant sur une série de données couvrant la période 1971-2000. En 2020, Météo-France publie une typologie des climats de la France métropolitaine dans laquelle la commune est exposée à un climat océanique et est dans la région climatique  Normandie (Cotentin, Orne), caractérisée par une pluviométrie relativement élevée (850 mm/a) et un été frais (15,5 °C) et venté. Parallèlement le GIEC normand, un groupe régional d’experts sur le climat, différencie quant à lui, dans une étude de 2020, trois grands types de climats pour la région Normandie, nuancés à une échelle plus fine par les facteurs géographiques locaux. La commune est, selon ce zonage, exposée à un « climat maritime », correspondant au Cotentin et à l'ouest du département de la Manche, frais, humide et pluvieux, où les contrastes pluviométrique et thermique sont parfois très prononcés en quelques kilomètres quand le relief est marqué.
Pour la période 1971-2000, la température annuelle moyenne est de 10,9 °C, avec une amplitude thermique annuelle de 11,2 °C. Le cumul annuel moyen de précipitations est de 913 mm, avec 14,6 jours de précipitations en janvier et 8,3 jours en juillet. Pour la période 1991-2020, la température moyenne annuelle observée sur la station météorologique la plus proche, située sur la commune de Balleroy-sur-Drôme à 19 km à vol d'oiseau, est de 11,2 °C et le cumul annuel moyen de précipitations est de 924,3 mm,. Pour l'avenir, les paramètres climatiques de la commune estimés pour 2050 selon différents scénarios d’émission de gaz à effet de serre sont consultables sur un site dédié publié par Météo-France en novembre 2022.

## Urbanisme

### Typologie
Au 1er janvier 2024, Saint-Fromond est catégorisée commune rurale à habitat dispersé, selon la nouvelle grille communale de densité à sept niveaux définie par l'Insee en 2022.
Elle est située hors unité urbaine.
Par ailleurs la commune fait partie de l'aire d'attraction de Saint-Lô, dont elle est une commune de la couronne,. Cette aire, qui regroupe 63 communes, est catégorisée dans les aires de 50 000 à moins de 200 000 habitants,.

### Occupation des sols
L'occupation des sols de la commune, telle qu'elle ressort de la base de données européenne d’occupation biophysique des sols Corine Land Cover (CLC), est marquée par l'importance des territoires agricoles (97,5 % en 2018), une proportion sensiblement équivalente à celle de 1990 (97,6 %).
La répartition détaillée en 2018 est la suivante : prairies (94,1 %), terres arables (3,4 %), zones urbanisées (2,5 %).

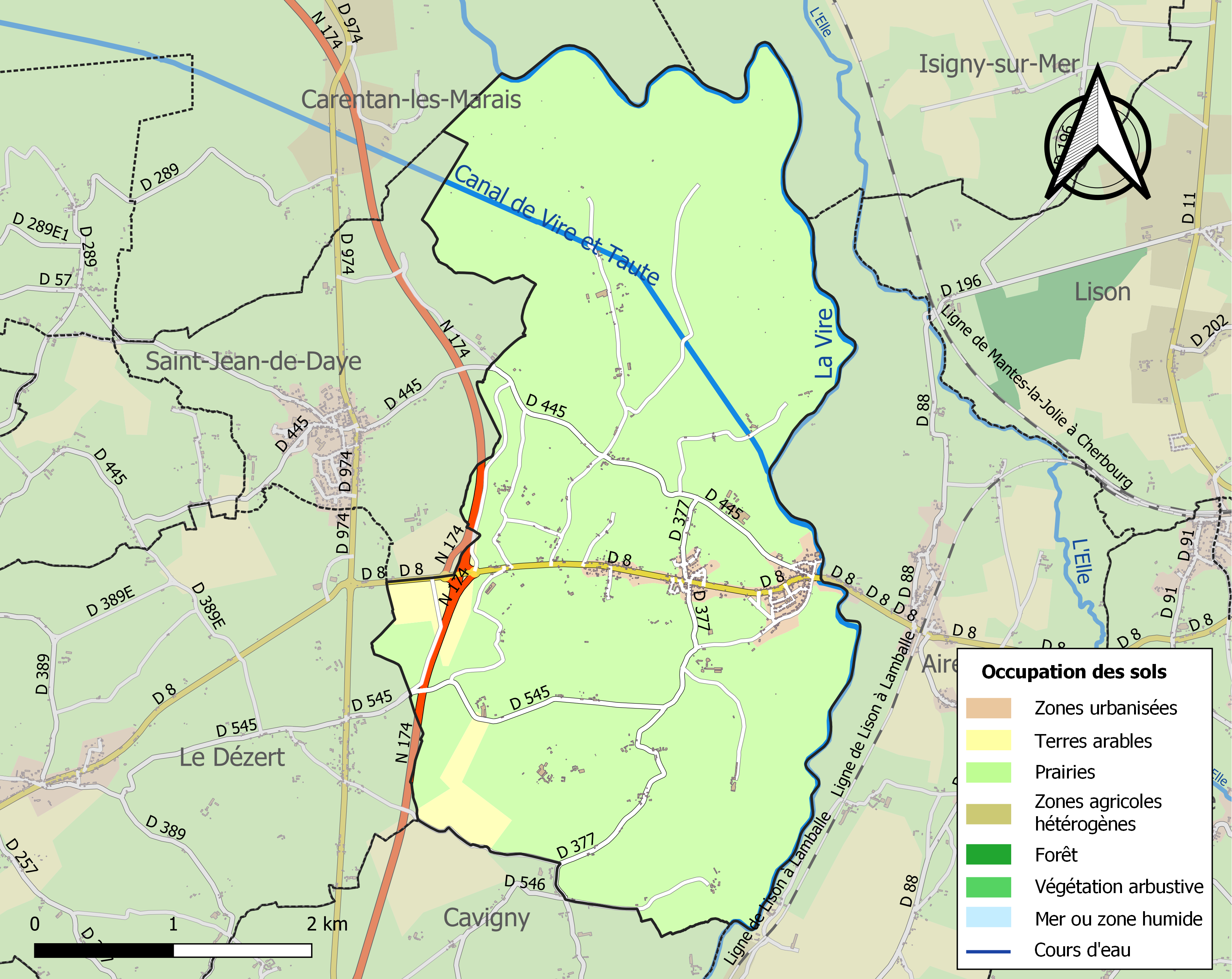
Carte des infrastructures et de l'occupation des sols de la commune en 2018 (CLC).

L'évolution de l’occupation des sols de la commune et de ses infrastructures peut être observée sur les différentes représentations cartographiques du territoire : la carte de Cassini (XVIIIe siècle), la carte d'état-major (1820-1866) et les cartes ou photos aériennes de l'IGN pour la période actuelle (1950 à aujourd'hui).

## Toponymie
Le nom de la localité est attesté sous la forme ecclesia Sancte Marie Sanctique Fromundi au début du XIe siècle, Saint-Fromont en 1838.
La paroisse est dédiée à Fromond, évêque de Coutances au VIIe siècle.
Le gentilé est Fromondais.

## Histoire

### Moyen Âge
C'est vers 650, que Fromond vint pour fonder un monastère qui fut pillé et détruit en 871 par les Normands et qui ne sera reconstruit qu'entre 1080 et 1154.
Dans la première moitié du XIIe siècle, la paroisse relevait de l'honneur du Hommet.

### Temps modernes
Lors de la montre d'armes de la Hougue de 1512, est présent Jean Blondel qualifié de seigneur de Saint-Fromond (Saint Fremont).
Le baron du Hommet-la-Rivière (château de la Rivière) possédait à Saint-Fromond un marché et deux foire annuelles. Il possédait également la foire de Saint-Jean-de-Daye qu'il pouvait, s'il le jugeait utile, transférer à Saint-Fromond, siège de sa baronnie, comme précisé dans l'aveu du 15 septembre 1641 de Louis Ollivier, chevalier, seigneur et marquis de Leuville, et baron du Hommet en la partie qui fut de Montenay et depuis de Cerisay.

### Époque contemporaine
En 1944, le village est presque entièrement détruit.

## Politique et administration
| Période                                  | Période        | Identité           | Étiquette | Qualité                                        |
| ---------------------------------------- | -------------- | ------------------ | --------- | ---------------------------------------------- |
| 1989                                     | 2001           | Félix Violette     |           | Militaire                                      |
| 2001                                     | septembre 2013 | Bernard Festoc     | SE        | Directeur d'école                              |
| novembre 2013                            | En cours       | Dominique Quinette |           | Encadrant technique association de réinsertion |
| Les données manquantes sont à compléter. |                |                    |           |                                                |

Le conseil municipal est composé de quinze membres dont le maire et trois adjoints.

## Population et société

### Démographie
L'évolution du nombre d'habitants est connue à travers les recensements de la population effectués dans la commune depuis 1793. Pour les communes de moins de 10 000 habitants, une enquête de recensement portant sur toute la population est réalisée tous les cinq ans, les populations de référence des années intermédiaires étant quant à elles estimées par interpolation ou extrapolation. Pour la commune, le premier recensement exhaustif entrant dans le cadre du nouveau dispositif a été réalisé en 2004.
En 2022, la commune comptait 749 habitants, en évolution de −2,47 % par rapport à 2016 (Manche : −0,31 %, France hors Mayotte : +2,11 %).
Saint-Fromond a compté jusqu'à 969 habitants en 1846.
| 1793 | 1800 | 1806 | 1821 | 1831 | 1836 | 1841 | 1846 | 1851 |
| ---- | ---- | ---- | ---- | ---- | ---- | ---- | ---- | ---- |
| 706  | 586  | 891  | 908  | 891  | 916  | 944  | 969  | 947  |

| 1856 | 1861 | 1866 | 1872 | 1876 | 1881 | 1886 | 1891 | 1896 |
| ---- | ---- | ---- | ---- | ---- | ---- | ---- | ---- | ---- |
| 953  | 947  | 941  | 914  | 933  | 906  | 874  | 834  | 774  |

| 1901 | 1906 | 1911 | 1921 | 1926 | 1931 | 1936 | 1946 | 1954 |
| ---- | ---- | ---- | ---- | ---- | ---- | ---- | ---- | ---- |
| 793  | 821  | 804  | 739  | 758  | 746  | 718  | 576  | 765  |

| 1962 | 1968 | 1975 | 1982 | 1990 | 1999 | 2004 | 2006 | 2009 |
| ---- | ---- | ---- | ---- | ---- | ---- | ---- | ---- | ---- |
| 838  | 852  | 773  | 592  | 662  | 668  | 667  | 691  | 750  |

| 2014 | 2019 | 2022 | - | - | - | - | - | - |
| ---- | ---- | ---- | - | - | - | - | - | - |
| 759  | 770  | 749  | - | - | - | - | - | - |

### Manifestations culturelles et festivités
- Fête patronale le 15 août[43].

## Économie
La commune se situe dans la zone géographique des appellations d'origine protégée (AOP) Beurre d'Isigny et Crème d'Isigny.

## Culture locale et patrimoine

### Lieux et monuments
- L'église priorale de Saint-Fromond ainsi que l'ancien cimetière sont inscrits au titre des monuments historiques par arrêté du 23 novembre 2004[45]. L'édifice a conservé des parties du XIIe siècle, un portail roman ainsi que des stalles (1490) dans le chœur, œuvres des huchiers de Cerisy-la-Forêt, classées au titre objet[46]. Elle abrite également d'anciens fonts baptismaux du XVIe, une Vierge à l'Enfant du XVIIe, une verrière du XXe de Dubois père et fils[47].

L'abbatiale fut construite sur les vestiges de la chapelle et du monastère de saint Fromond par la famille du Hommet au XIIe siècle. Détruite par un incendie au XVe siècle elle est reconstruite en style flamboyant tout en conservant la nef romane.
- Ancien presbytère.
- Vestiges du château de la Rivière du XIe siècle dans les marais de Saint-Fromond, construit en 1090 par Odon de Bayeux, demi-frère de Guillaume le Conquérant et évêque de Bayeux, à la fin de sa vie, alors qu'il est en disgrâce[47].
- Ferme du prieuré dite de l'abbaye du XVIIIe siècle.
- Manoirs de Martigny, de la Dairie, de la Lande.

### Personnalités liées à la commune
- Fromond de Coutances, évêque de Coutances de 677 à 690. C'est lui qui fonde un monastère à l'emplacement de l'actuelle abbatiale et qui à sa mort, en 691, fut enseveli dans l'église du monastère qui prend son nom[47] et devient un lieu de pèlerinage[31].

### Héraldique
| Blason de Saint-Fromond | Blason  | D'argent aux trois fleurs de lys de gueules. |
| Blason de Saint-Fromond | Détails |                                              |